# Monte-Carlo N-Particle transport
Le code de transport Monte-Carlo à N particules (en anglais Monte-Carlo N-Particle transport code, d'où son nom courant: MCNP) est une plateforme logicielle de simulation numérique utilisant la méthode de Monte-Carlo pour modéliser des processus de physique nucléaire.
Développé par le Laboratoire national de Los Alamos, détenteur du code source qui diffuse son exécutable, il a été mis au point lors du projet Manhattan durant la Seconde Guerre mondiale pour la simulation du fonctionnement des armes nucléaires. Il est aussi capable de simuler les interactions de particules, tels les photons, les électrons ou les neutrons.

## Domaines d'applications
En 2010, le code MCNP est probablement l'un des codes de calcul de transport de particules et d’interaction avec la matière les plus utilisés de par le monde. Ses domaines d'application sont très vastes et variés, que ce soit pour la radioprotection, la dosimétrie, l'imagerie médicale, la criticité, l'instrumentation, les calculs de réacteurs ou toute autre installation nucléaire.
Il existe une communauté francophone d'utilisateurs des codes MCNP, que ce soit au sein de laboratoires de recherche publics (CNRS, CEA, INSERM, Universités, CERN), de centres de radiothérapie, de centres hospitaliers, ou de sociétés comme la SFRP (Société française de radioprotection), la SFPM (Société française de physique médicale) et la FIRAM (Association francophone pour le développement et l'utilisation des logiciels de simulation d'interaction rayonnement matière).

## Principe
La méthode de Monte-Carlo consiste à suivre l'histoire de chaque particule dans un système, de sa « naissance » (source externe, neutrons de fission, ...) à sa « mort » (capture par un noyau ou fuite hors du système). L'histoire de chaque particule dépend des interactions qu'elle a avec la matière. La trajectoire de la particule ainsi que le type de noyau sur lequel ont lieu les interactions sont tirés au hasard (comme dans les jeux de hasard du Casino de Monte-Carlo… d’où le nom de la méthode). Ainsi, en suivant de nombreuses histoires, on peut simuler le comportement naturel du système à un instant donné.
Pour lancer un calcul MCNP, il faut fournir un fichier décrivant :
- La géométrie du système ;
- La composition précise de chaque matériau (corps présents, densité, ...) ;
- La source (nature, position, énergie…) ;
- Le type de données que l’on souhaite calculer (appelé « TALLY ») ;
- La base de données qui contient, par exemple : 
  - Les sections efficaces des éléments (probabilité qu’une particule entre en contact avec un noyau);
  - Le type d’interaction ;
  - La dispersion angulaire de la particule lors de son émission;
  - Le spectre énergétique de la particule émise ;

Ce type de calcul est basé sur la probabilité, il est donc nécessaire de faire de nombreux tirages aléatoires pour abaisser l’incertitude statistique. Certains calculs (les plus coûteux en temps de calcul) peuvent durer plusieurs mois, d’où la nécessité de disposer de machines et de calculateurs puissants pour accélérer le processus.

### Sources
- « Méthode de Simulation d'un réacteur »(Archive.org • Wikiwix • Archive.is • Google • Que faire ?) par le groupe « physique des réacteurs »(Archive.org • Wikiwix • Archive.is • Google • Que faire ?) du laboratoire de physique subatomique et de cosmologie de Grenoble
- « Site d'utilisateurs de code MCNP »(Archive.org • Wikiwix • Archive.is • Google • Que faire ?)